# Benjamin Dalle
Benjamin Dalle (Brugge, 30 augustus 1982) is een Belgisch politicus voor CD&V.

## Opleiding
Dalle groeide op in het West-Vlaamse Damme en volgde daar ook lager onderwijs in de dorpsschool De Ooievaar. Secundair onderwijs volgde hij in het Sint-Lodewijkscollege in Brugge. Hij studeerde er Latijn-Grieks. Van 2000 tot 2005 studeerde hij rechten aan de Universiteit Gent. Het laatste academiejaar bracht hij door als Erasmusstudent in Parijs, aan de universiteit René Descartes. Dalle studeerde af in 2005 met de grootste onderscheiding.
Dankzij verschillende beurzen kon hij een jaar studeren aan de New York University School of Law, waar hij zich toelegde op publiek recht, mensenrechten en milieurecht. Hij behaalde een Master of Laws in International Legal Studies.
Dalle rondde zijn opleiding af met een stage van drie maanden bij het Hoog Commissariaat voor de Vluchtelingen (UNHCR) in Genève.

## Advocatuur en universiteit
Dalle vestigde zich in 2006 als advocaat in Brussel en werd tevens deeltijds assistent in het staatsrecht aan de KU Leuven, bij rechter en hoogleraar André Alen. Hij bleef assistent tot 2009 en is nu nog altijd verbonden aan het Instituut voor Constitutioneel Recht van de KU Leuven als vrijwillig wetenschappelijk medewerker.
Hij bleef tot 2011 actief aan de balie, maar zette nadien zijn advocatenpraktijk stop.

## Politiek
Eind 2007 werd hij politiek actief voor CD&V en van 2007 tot 2011 fungeerde Dalle als adviseur van vice-eersteministers Yves Leterme, Jo Vandeurzen en Steven Vanackere, waarbij hij zich toelegde op staatshervorming, justitie en asiel en migratie. In 2009-2010 was hij tevens een naaste medewerker van Jean-Luc Dehaene, die als koninklijk opdrachthouder een oplossing probeerde te vinden voor de kwestie Brussel-Halle-Vilvoorde. Na de verkiezingen van 2010 stond hij CD&V-voorzitter Wouter Beke bij als onderhandelaar, waarbij hij het Vlinderakkoord over de zesde staatshervorming tot stand hielp komen.
In december 2011 werd hij directeur van de beleidscel van Servais Verherstraeten, Staatssecretaris voor Staatshervorming en Regie der Gebouwen. Verherstraeten werd in maart 2013 ook bevoegd voor Duurzame Ontwikkeling. Hierbij was Dalle mede verantwoordelijk voor de uitvoering van de zesde staatshervorming. Na het ontslag van Verherstraeten per 11 oktober 2014 kwam er een einde aan zijn directeurschap. Vervolgens was hij van 2014 tot 2016 adjunct-kabinetschef van minister van Justitie Koen Geens.
Van maart 2016 tot oktober 2019 stond hij aan het hoofd van Ceder, de studiedienst van CD&V.
In mei 2014 nam Dalle voor het eerst deel aan de verkiezingen, als lijsttrekker van de CD&V-lijst voor de Kamer van volksvertegenwoordigers in de kieskring Brussel-Hoofdstad. Hij raakte toen echter niet verkozen. In januari 2019 droeg zijn partij hem voor als gecoöpteerd senator ter vervanging van Steven Vanackere, een mandaat dat hij tot in mei 2019 uitoefende. Bij de verkiezingen van 26 mei 2019 was hij lijsttrekker van de CD&V-lijst voor het Vlaams Parlement in de kieskring Brussel-Hoofdstad, maar hij raakte weer niet verkozen.
Op 2 oktober 2019 werd hij Vlaams minister bevoegd voor Brussel, Media en Jeugd in de regering-Jambon. Op 18 mei 2022 werd Benjamin Dalle tevens bevoegd voor Armoedebestrijding, nadat Wouter Beke zijn ontslag had ingediend  als Vlaams minister van Welzijn, Volksgezondheid, Gezin en Armoedebestrijding. Dalle oefende zijn ministeriële functies uit tot aan de installatie van de regering-Diependaele op 30 september 2024, waarin hij niet meer terugkeerde als minister.
Bij de Brusselse gewestverkiezingen van juni 2024 werd Dalle als lijsttrekker van zijn partij verkozen in het Brussels Hoofdstedelijk Parlement. Hij was er de enige CD&V-verkozene en werd bijgevolg fractieleider. Daarnaast werd hij als deelstaatsenator afgevaardigd naar de Senaat, waar hij eveneens fractievoorzitter voor CD&V werd.
Op lokaal politiek niveau was Dalle in oktober 2018 kandidaat bij de gemeenteraadsverkiezingen in zijn toenmalige woonplaats Sint-Jans-Molenbeek en kwam hij in oktober 2024 op in Brussel. Geen van beide keren raakte hij echter verkozen.

## Persoonlijk
Dalle woont in Laken, is gehuwd met VRT-journaliste Maïté Piessen en heeft drie zonen.

## Publicaties
- B. DALLE, "Les contrats de partenariat entre le secteur public et les entreprises privées en France. Développements récents", C.D.P.K. 2005, 542-563.
- B. DALLE, "The Global Aspirations of the Aarhus Convention and the Case of the World Bank", colloquium paper, Viterbo (Italië) juni 2006. (beschikbaar via https://web.archive.org/web/20120512171342/http://www.iilj.org/GAL/ViterboII.asp)
- J. HOISAETER, B. DALLE en C. HOFFMANN (eds.), Office of the United Nations High Commissioner for Refugees, Measuring protection by numbers, Genève, UNHCR, november 2006. (beschikbaar via https://www.unhcr.org/publ/PUBL/4579701b2.pdf)
- B. DALLE, "Instruments of a Universal Toolbox or Gadgets of Domestic Administration? The Aarhus Convention and Global Governance", Rivista Trimestrale di Diritto Pubblico 2008, 1-40.
- B. ALLEMEERSCH, A. ALEN en B. DALLE, "Judicial Independence in Belgium", In: Seibert-Fohr A. (Ed.), Judicial Independence in Transition. Strengthening the Rule of Law in the OSCE Region, Heidelberg, Springer, 2011.
- B. DALLE, "Overzicht van de communautaire onderhandelingen sinds 2007. Straatje zonder eind of de weg naar verandering?", TBP 2011, 452-485.